# 둥샹어
둥샹어(중국어: 东乡语, Dongxiang) 또는 산타어(Santa)는 중국 간쑤성과 신장 위구르 자치구 일부 지역에 거주하는 둥샹족의 몽골어족 계통 언어이다. 화자 수는 약 20만 명이다.
29개의 자음과 7개의 모음이 있다. 많은 몽골어족 언어들과 달리 모음 조화나 장단음의 구분이 없다.
기본적으로 SOV 어순이며 6개의 격조사가 붙는 교착어이다.
둥샹족이 이슬람교를 믿는 관계로 아랍 문자를 잘 알고 있어 비공식적 표기에 흔히 아랍 문자가 쓰인다. 몽구오르어 표기에 기반한 공식적인 라틴 문자 표기도 개발되었으나 아직 실험적 단계에 머물러 있다.
둥샹족 자치현 동북부에 사는 2만 명 인구의 특정 집단은 스스로를 둥샹족이나 후이족으로 간주하나 둥샹어를 하지 못하고 둥샹어의 흔적이 있는 중국어를 사용한다. 언어학자 Mei W. Lee-Smith는 마을 이름으로부터 "탕왕어"(Tangwang, 唐汪话)라 이름붙이고 이를 둥샹어와 중국어의 크레올어라고 주장하였다.

## 수사
| 수사 | 고전 몽골어 | 둥샹어  |
| ---- | ----------- | ------- |
| 1    | nigen       | niy     |
| 2    | qoyar       | ghua    |
| 3    | ghurban     | ghuran  |
| 4    | dörben      | jierang |
| 5    | tabun       | tawun   |
| 6    | jirghughan  | jirghun |
| 7    | dologhan    | dolon   |
| 8    | naiman      | naiman  |
| 9    | yisün       | yysun   |
| 10   | arban       | haron   |

## 같이 보기
- 둥샹족